# 456
Évszázadok: 4. század – 5. század – 6. század
Évtizedek: 400-as évek – 410-es évek – 420-as évek – 430-as évek – 440-es évek – 450-es évek – 460-as évek – 470-es évek – 480-as évek – 490-es évek – 500-as évek
Évek: 451 – 452 – 453 – 454 –  455 – 456 – 457 – 458 – 459 – 460 – 461

## Események

### Nyugat- és Keletrómai Birodalom
- Nyugaton Avitus császárt, keleten Flavius Varanest és Flavius Johannest választják consulnak.
- Avitus császár fővezére, Ricimer Legyőzi a vandálokat a szicíliai Agrigentumnál, illetve Korzikánál tengeri csatában. Azok ennek ellenére márciusban elfoglalják és elpusztítják Capuát.
- Ricimer szövetkezik Maiorianus főtiszttel (comes domesticorum) Avitus megbuktatására és ehhez megszerzik a szenátus támogatását is. Gót zsoldosok segítségévél Ravennában legyőzik és kivégzik az Avitushoz hű Remistust. A császár Galliába menekül, összegyűjti csapatait, majd visszatér Itáliába. Október 17-én Piacenzánál vereséget szenved Ricimertől és Maiorianustól, akik először megkímélik az életét és kinevezik a város püspökévé, de aztán az év végén vagy a következő évben mégis inkább meggyilkoltatják. A nyugatrómai trón fél évig üres marad.
- II. Theodorik vizigót király (formálisan a nyugatrómai császárt képviselve) benyomul Hispániába és Bragánál döntő vereséget mér a szvébekre. A vizigótok kifosztják Bragát. Rechiar szvéb király sebesülten elmenekül, de elfogják és kivégzik. A Szvéb Királyság egyértelmű örökös hiányában széthullik.
- A Kaukázusban a keletrómai vazallus Lazica királya, I. Gubazész a Szászánidák szövetségét keresi, hogy elszakadjon Konstantinápolytól. Marcianus császár sereget küld ellene, mire megadja magát és fia javára lemond a trónról.
- Attila fiai, Ernak és Dengizich megpróbálják ismét vazallusukká tenni a Pannóniában letelepedett osztrogótokat, de azok Valamir király vezetésével visszaverik őket.
- Földrengés pusztítja Savariát.

### Japán
- A hét éves Majova no Ókimi álmában meggyilkolja Ankó császárt, miután kihallgatja, hogy az ártatlanul kivégeztette apját, hogy anyját feleségül vehesse. A császári trónt Ankó öccse, Júrjaku örökli.

## Halálozások
- Rechiar, szvéb király
- Ankó, japán császár
- Eutükhész, monofizita teológus

## Fordítás
- Ez a szócikk részben vagy egészben  a(z)   456 című angol Wikipédia-szócikk ezen változatának fordításán alapul.  Az eredeti cikk szerkesztőit annak laptörténete sorolja fel. Ez a jelzés csupán a megfogalmazás eredetét és a szerzői jogokat jelzi, nem szolgál a cikkben szereplő információk forrásmegjelöléseként.